# Koninklijke Kerckhaert Hoefijzerfabriek
De Koninklijke Kerckhaert Hoefijzerfabriek is een familiebedrijf dat gevestigd is in Vogelwaarde en daarnaast nog een magazijn heeft in Hulst, een ruitersportwinkel in Temse.

## Geschiedenis
De Koninklijke Kerckhaert Hoefijzerfabriek werd opgericht in 1906 door Honoré Kerckhaert en won in 1913 zijn eerste prijs tijdens de Nationale Landbouwtentoonstelling in Scheveningen met zijn collectie van handgemaakte hoefijzers.
In 1916 begon de fabriek te werken met de eerste hoefijzermachine. Op deze manier kon de productie uitgebreid worden om aan de vraag te voldoen. De zoon van Honoré, Piet Kerckhaert, voegde zich in 1938 bij de onderneming om het harde werk van zijn vader voort te zetten. De concurrentie was erg groot, maar daar kwam in 1950 verandering in. Steeds meer boeren begonnen hun land te bewerken met machines in plaats van met paarden waardoor de vraag naar hoefijzers daalde. Twee van de veertien hoefijzerfabrieken in Nederland bleven over, waaronder Kerckhaert.
In 1964 stapte Rudy Kerckhaert in de voetsporen van zijn vader en sloot zich aan bij het bedrijf. In 1968 kwam er een ommekeer in de vraag naar hoefijzers. Dit keer oversteeg de vraag de productiecapaciteit van de Kerckhaert Hoefijzerfabriek, waardoor er nieuwe investeringen gedaan moesten worden om de productie te verhogen. De reden was de toenemende belangstelling voor de paardensport.
In 1992 trad de vierde generatie van de familie Kerckhaert toe tot het bedrijf. Michiel en Martin Kerckhaert begonnen met de bouw van extra productielijnen en ze openen een nieuwe winkel voor ruiters en hoefsmeden in België.
Het assortiment werd uitgebreid in 1995. Het volledige gereedschapsprogramma betekende een belangrijke aanvulling op het bestaande hoefijzerassortiment. Dankzij de sterke groei van het bedrijf opende de Kerckhaert Hoefijzerfabriek in 2006 een nieuw magazijn en distributiecentrum. Daarnaast startte ook de bouw van een nieuwe kantoorgebouw dat in 2007 in gebruik werd genomen.
In 2008 kreeg Kerckhaert het recht om het predicaat Koninklijk te mogen dragen.
Sinds 2005 wordt de Maddox hoefnagel volop gebruikt in vele landen over de hele wereld. Hoefsmeden kiezen voor Maddox hoefnagels vanwege de veelzijdige toepasbaarheid en omdat de nagels geschikt zijn om te worden gebruikt bij alle verschillende paardenrassen. In 2010 kondigen de Liberty hoefnagel-fabriek en de Koninklijke Kerckhaert Hoefijzerfabriek een partnerschap aan, vanwege de ontwikkeling van de gloednieuwe Liberty hoefnagel: Liberty - A Nail Evolution. Voortaan kan wereldwijd een superieure hoefnagel worden aangeboden aan professionele hoefsmeden.
In 2012 vergroot Kerckhaert opnieuw haar magazijnoppervlakte. Met nog eens 5000m2 komt meer ruimte beschikbaar voor verkoop en service aan klanten.
Koninklijke Kerckhaert Alu Kings Plate Extra Sound en Super Sound race plates zijn de standaard hoefijzers geworden in grote G1 races. Tijdens het 2013 FEI World Cup seizoen was de meerderheid van de winnende paarden beslagen met Kerckhaert hoefijzers. 
In 2015 zorgde de Kerckhaert Hoefijzerfabriek opnieuw voor vernieuwing op de Hoefnagelmarkt. Zij introduceerde in dat jaar de zeer innovatieve met koper bedekte Liberty Cu hoefnagels, voor sterke en gezondere hoeven. De Liberty Cu hoefnagels zijn de nieuwe standaard, omdat ze het paard veel meer bescherming bieden dan traditionele hoefnagels. Bacteriën en andere micro-organismen, die via de nagelgaten in de hoefwand kunnen komen, worden geëlimineerd zodra deze met het koper in aanraking komen. 
In 2016 volgde al snel, in de Liberty Cu lijn, een hoefnagel met een speciaal design voor Race Plates, de Liberty Carrera. De nagel zorgt voor een naadloze passing in de meeste aluminium race plates.